# Luca Castellazzi
Luca Castellazzi (* 19. Juli 1975, Gorgonzola) ist ein ehemaliger italienischer Fußball-Torwart.

## Karriere
Der Torhüter begann seine Profilaufbahn 1993 beim damaligen Drittligisten Calcio Monza, bei dem er sich in seiner Premierensaison in der Serie C1 noch nicht in die erste Mannschaft spielen konnte. Für die folgende Saison 1994/95 folgte ein Wechsel auf Leihbasis in die vierthöchste Spielklasse zum FC Varese. Dort erkämpfte er sich erstmals einen Stammplatz und stand in 18 von 34 Partien im Tor des lombardischen Teams. Nach seiner Rückkehr zu Monza im Sommer 1995 gelang es ihm auch dort, sich gegen seine Konkurrenten durchzusetzen und sich einen Stammplatz zu sichern. Im Folgejahr schloss sich Castellazzi dem Zweitligisten Calcio Padova an. In den Spielzeiten 1996/97 und 1997/98 erhielt er regelmäßige Einsätze in der Serie B, konnte sich jedoch nicht entscheidend durchsetzen und stieg mit der Mannschaft in die Serie C1 ab. Im Frühjahr 1999 unterzeichnete der Torwart bei Pescara Calcio, bei dem er lediglich drei Ligaspiele absolvierte und wenige Monate später zu Brescia Calcio abgegeben wurde.
Auch sein Engagement bei Brescia war nicht durchgehend von Erfolg gekrönt. Bis 2001 noch als Ersatztorhüter agierend, erkämpfte er sich im Verlauf des Jahres 2001 einen Stammplatz im Team und sicherte sich mit der Mannschaft den Aufstieg in die Serie A. Zum Saisonende 2001/02 stand für Castellazzi und Brescia eine Bilanz von 40 Punkten zu Buche, womit der Klassenerhalt in der höchsten Spielklasse aufgrund eines mehr gewonnenen Zählers gegenüber dem auf Rang 15 klassierten Hellas Verona errungen wurde. Obwohl er in jener Spielzeit alle Ligapartien bestritten hatte, folgten in der folgenden Saison zwei Transfers auf Leihbasis, bei denen der Schlussmann für den Ligakonkurrenten Reggina Calcio und den Zweitligisten Catania Calcio agierte. Nach Auslaufen der Leihfristen kehrte er wiederum nach Brescia zurück. Nach der Saison 2004/05 stieg er mit dem Verein als Zweitletzter aus der höchsten Liga ab und unterschrieb daraufhin bei Sampdoria Genua.
In seiner ersten Saison wurde er bei den Genuesen in drei Ligaspielen eingesetzt, zudem absolvierte er jeweils vier Partien im UEFA-Pokal und dem italienischen Pokalwettbewerb, der Coppa Italia. Die Spielzeit 2007/08 wurde auf dem sechsten Rang abgeschlossen und erneut die Qualifikation für den UEFA-Pokal errungen. Nachdem die Gruppenphase mit den Gegnern Standard Lüttich, VfB Stuttgart, FC Sevilla und FK Partizan Belgrad erfolgreich überstanden wurde, verlor die Mannschaft eine Runde später gegen Metalist Charkiw und schied aus dem Wettbewerb aus. Nach fünf Jahren in Genua entschloss sich Castellazzi den Verein zu verlassen. Er unterschrieb im Juni 2010 einen bis Ende Juni 2012 gültigen Vertrag bei Inter Mailand. Am 11. Mai 2012 wurde bekannt, dass Castellazzi seinen Vertrag bei Inter bis zum 30. Juni 2014 verlängert. Nach Auslaufen seines Vertrages wechselte Castellazzi zum FC Turin.
Nach einem Einsatz in zwei Jahren für den FC Turin beendete Castellazzi im Sommer 2016 seine Laufbahn.

## Erfolge/Titel
- Italienischer Supercup: 2010
- FIFA-Klub-Weltmeisterschaft: 2010
- Coppa Italia: 2011